# Ambouya tridentata
Ambouya tridentata är en tvåvingeart som beskrevs av Villeneuve 1935. Ambouya tridentata ingår i släktet Ambouya och familjen köttflugor.
Artens utbredningsområde är Kongo-Kinshasa. Inga underarter finns listade i Catalogue of Life.